# Газокинетическое эффективное сечение молекулы
Площадь сечения сферы ограждения молекулы по большому кругу. Обозначается буквой σ (сигма).
В термодинамике часто рассматривается модель, где двигается одна молекула (пробная молекула), а остальные (полевые молекулы) — неподвижны. Если пользоваться такой моделью, то можно сказать, что эффективное сечение — площадь поперечного сечения цилиндра, покрываемого молекулой, такого, что молекулы, через которые он проходит, провзаимодействуют с пробной молекулой.
То есть {\displaystyle \sigma =\pi (r_{1}+r_{2})^{2}}, где r1 и r2 — радиус пробной молекулы и полевых молекул. Но имеются отклонения от этого простого соотношения.

## Формула Сазерленда
В случае эффективного сечения рассеяния они вызваны взаимодействием молекул друг с другом.
Эти поправки описывает формула Сазерленда {\displaystyle \sigma =\sigma _{0}(1+S/T)}, где T — температура газа, а S — постоянная Сазерленда (различна для разных газов). Но эта формула может использоваться лишь для газов под не слишком большим давлением, так как предусматривает лишь попарные столкновения, не учитывая тройные и более.

## Эффективное сечение ионизации
Для эффективного сечения ионизации зависимость от скорости более выражена, так как если кинетическая энергия молекулы меньше чем энергия ионизации, то ионизация не произойдёт вообще, то есть σ=0.